# Roby (Teksas)
Roby je grad u američkoj saveznoj državi Teksas. Prema popisu stanovništva iz 2010. u njemu je živjelo 643 stanovnika.